# Gräsö
Gräsö – wyspa położona w gminie Östhammar, w Szwecji. Pod względem powierzchni zajmuje dziesiąte miejsce w kraju. Stale zamieszkuje ją ok. 800 osób, a w sezonie letnim liczba to zwiększa się do nawet 10 tysięcy.